# 科帕尔加奥恩
科帕尔加奥恩（Kopargaon），是印度马哈拉施特拉邦Ahmadnagar县的一个城镇。总人口59996（2001年）。

## 人口
该地2001年总人口59996人，其中男性30785人，女性29211人；0—6岁人口8064人，其中男4272人，女3792人；识字率69.31%，其中男性为76.44%，女性为61.80%。